# Integracja (dwumiesięcznik)
Integracja – dwumiesięcznik o tematyce integracji społecznej oraz niepełnosprawności.
Czasopismo wydawane jest od października 1994 roku.
„Integracja” i Stowarzyszenie Przyjaciół Integracji od 2003 jest organizatorem ogólnopolskiego konkursu „Człowiek bez barier", w którym nagradzane są osoby pokonujące choroby i swoją niepełnosprawność. W latach 2005–2009 patronat honorowy konkursu pełniła pierwsza dama RP Maria Kaczyńska.